# Похмура гра
«Похму́ра гра» —  сюрреалістична картина іспанського художника  Сальвадора Далі, створена у 1929 році. Назву картині дав поет Поль Елюар.

## Опис
На картині представлені типові для Далі мотиви — сарана, лев, каміння, змій, вагінальний отвір. В композиції переплітаються фрагменти реальності і вигадані, навіяні страшними снами, згустки «біологічної» тканини. Поруч із персонажами, наближеними до реальних прототипів, виникають ірреальні видіння, величезні сходи, що ведуть в нікуди. На другому плані розташовується монумент із написом: «Gramme — centigramme — multigramme». У підніжжя монумента розміщується, як його скульптурна складова, лев із відкритою пащею.
В центрі композиції:

| подібно смерчу, зафіксованому як в уповільненій зйомці, виростає із тазостегнової частини жіночої фігури химерна композиція із амебоподібних форм, в які вплетені зображення коника, голови птаха (...) голова жінки, з деформованим абрисом і зачиненими очима, рука, що пестить. А завершується ця барокова за характером руху і екзальтованості конструкція коловоротом з капелюхів, голів, яйцеподібних форм, (...)[2] |
В картині присутній мотив руки в різних варіаціях:

| від протягнутої, ніби за милостинею, руки, що прикриває від сорому, руки, що стискає, руки, що обіймає, до руки, що ніжно гладить. Цей мотив є в картині «Розфарбовані задоволення», але помітний значно слабше. Художник ніби намагається розкрити невичерпні виразні, символічні, психологічні можливості жесту. Рука набуває чуттєвого втілення людських пристрастей, пороків, страждань, радощів, а потім перетворюється в закодований магічний знак.[2] |
Серед інших персонажів на картині зображена людина, забруднена екскрементами (в правій нижній частині композиції). Це викликало занепокоєння і суперечки в колі сюрреалістів: чи можна вважати Далі копрофагом? Ця деталь, що так збентежила сюрреалістів, для Далі була лише одним із багатьох елементів, що мали спровокувати скандал, якого він домагався.